# سمفونی شماره ۵ (بتهوون)
سمفونی شماره ۵ از لودویگ فان بتهوون در دو مینور، اُپوس ۶۷، پنجمین سمفونی از ۹ سمفونی او بود. این سمفونی بین سال‌های ۱۸۰۴ تا ۱۸۰۸ نوشته شده است. زمانی که زندگی شخصی وی با افزایش ناشنوایی دچار مشکل شده و با جنگ‌های ناپلئونی، آشفتگی سیاسی در اتریش و اشغال وین توسط نیروهای ناپلئون (۱۸۰۵) مصادف بود. تکمیل سمفونی پنجم پروسه‌ای طولانی داشت، زیرا بتهوون ایده‌های موسیقی متفاوتی را برای این اثر به کار گرفته بود. اجرای اولیهٔ سمفونی پنجم در تاریخ ۲۲ دسامبر ۱۸۰۸، در یک کنسرت عظیم در وین به رهبری بتهوون برگزار شد و خیلی زود به شهرتی فراگیر رسید. سمفونی پنجم مانند اِروئیکا و پاستورال، علاوه بر شماره‌گذاری، دارای نام مشخص است. اگرچه نام این سمفونی از طرف بتهوون نبوده است، اما تحت عنوان «سمفونی سرنوشت» نامیده می‌شود و به‌خاطرِ تم پنج میزانی آن، «موتیف سرنوشت» نیز برای آن ابداع شد. سمفونی پنجم یکی از پرطرفدارترین قطعات موسیقی کلاسیک و به‌طور گسترده از آن به‌عنوان یکی از پایه‌های موسیقی غرب یاد می‌شود. برلیوز و شومان اعلام کردند که سمفونی پنجمِ بتهوون را «پیشگام زبان موسیقی» خود می‌دانند و ارنست هوفمان سمفونی را «یکی از مهم‌ترین آثار زمان» توصیف کرد.
سمفونی در چهار موومان ساخته شده است. موومان اول با تمپوی آلگرو در دو مینور و فرم سونات است؛ این بخش با موتیف چهارنتی یکی از مشهورترین موتیف‌های موسیقی غربی است؛ تم اول با ضرب‌های قوی و پرحجم ارکستر، «مبارزهٔ شدیدی را در ذهن شنونده مجسم می‌کند»؛ تم دوم «تداعی یأس انسان در برابر سرنوشت» است و قطعه در حالت مبهمی به انتها می‌رسد. موومان دوم با تمپوی آندانته در لا بمل ماژور و فرم واریاسیون است؛ این قسمت با تعمق بیشتر ساخته شده ولی «الحان آن در کمالِ روانی است و لطف و شکوه فراوان دارد». موومان سوم با تمپوی آلگرو در دو مینور و فرم اسکرتسو است؛ این موومان مؤثرترین قطعهٔ اسکرتسویی است که بتهوون تصنیف کرده و همان تِمی است که موومان اول بر اساس آن تنظیم شده، ولی به‌تدریج از شدتش کاسته می‌شود و خیلی روان به قسمت نهایی یا فینال منتهی می‌شود. موومان چهارم با تمپوی آلگرو در دو ماژور و فرم سونات است؛ تضاد بین گام «دو مینورِ دراماتیک و تاریک» در موومان اول و «دو ماژورِ شادمانه» در موومان چهارم، از ادبیات بتهوون (پیروزی بر سرنوشت) تصویری روشن‌تری ارایه می‌کند و «فراوانیِ اندیشه، حالت شیطانی و سرخوش بتهوون در آن به حدی است که نفسِ شنونده را می‌گیرد».
سمفونی پنجم تأثیر زیادی از قرن نوزدهم تاکنون در تاریخ موسیقی غرب داشته است. این سمفونی خیلی زود موقعیت خود را به‌عنوان یک مرکز توجه در مجموعهٔ ارکسترال به‌دست آورد. بسیاری از آهنگسازان دورهٔ کلاسیک، رومانتیک، مدرن، راک و پاپ از این اثر الهام گرفتند. یوهانس برامس، پیوتر ایلیچ چایکوفسکی، آنتون بروکنر، گوستاو مالر، هکتور برلیوز، چارلز آیوز، آرنولد شونبرگ، چاک بری، والتر مورفی و دیگران، آثاری با استفاده از تم اصلیِ سمفونی تصنیف کردند. به مرور زمان، سمفونی پنجم به یک اثر هنری مشهور و شناخته‌شده در جهان تبدیل شد و از نظرهای انتقادی به مرور کاسته شد؛ تئودور آدورنو بر ارتباط بین این اثر و تلاش‌های رهایی‌بخش طبقه متوسط که در حدود سال ۱۸۰۰ ظهور کرده بود، تأکید کرد. نازیسم، موسیقی بتهوون را نمایانگر دستاوردهای فکری آلمان می‌دانست و از سوی دیگر در زمان جنگ جهانی دوم، گاه از آن به‌عنوان «سمفونی پیروزی» نیز یاد می‌شد و شماره پنج و «حرف V» به نمادی برای پیروزی در کمپین متفقین جنگ جهانی دوم تبدیل شد. در سال ۱۹۷۷، موومان اول در صفحه طلایی وویجر به ثبت رسید و یک ضبط فونوگرافی که حاوی نمونه‌های گسترده‌ای از تصاویر، صداهای رایج، زبان‌ها و موسیقی زمین است، با کاوشگر وویجر به فضا فرستاده شد.

## تاریخچه

### آهنگسازی

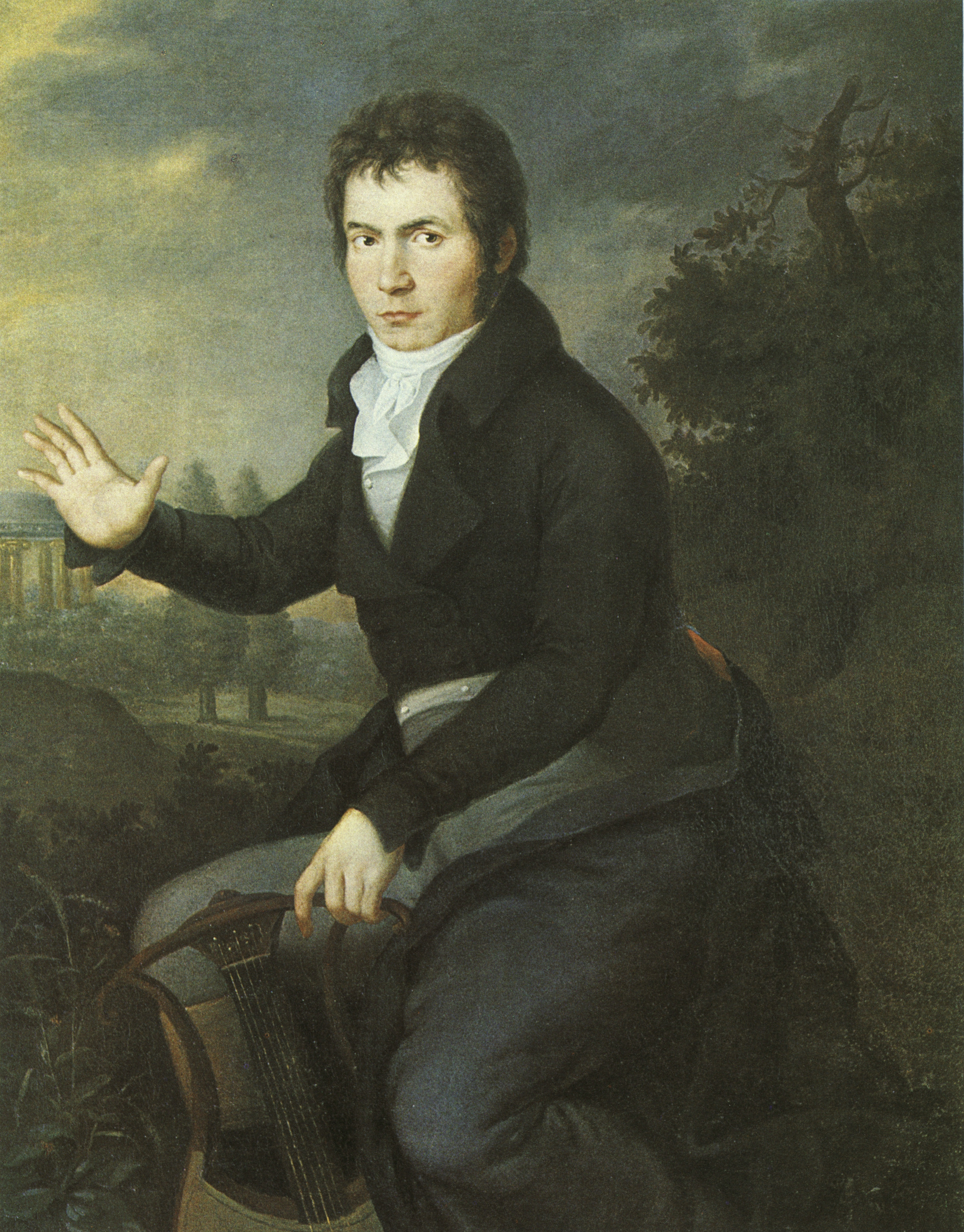
پرترهٔ بتهوون (۱۸۰۴) سالِ شروع کار روی سمفونی پنجم، اثر: یوزف ویلیبورد مالر.

سمفونی شماره پنج در دو مینور، اُپوس ۶۷، بین سال‌های ۱۸۰۴ تا ۱۸۰۸ نوشته شد. تکمیل سمفونی پنجم پروسه‌ای طولانی داشت، زیرا بتهوون ایده‌های موسیقی متفاوتی را برای این اثر به کار گرفته بود. اولین طراحی‌ها (گمانه‌زنی برای ملودی‌ها و دیگر ایده‌های موسیقی) به سال ۱۸۰۴ میلادی پس از اتمام سمفونی سوم بر می‌گردد. بتهوون برای ساخت آثار دیگر، بارها و بارها کار خود را برای تصنیف سمفونی پنجم متوقف کرد، از جمله نسخهٔ اول فیدلیو، سونات پیانو آپاسیوناتا، سه «کوارتت زهی رازوموفسکی»، کنسرتو ویولن، «کنسرتو پیانو شماره ۴»، سمفونی شماره ۴، و «مس در دو ماژور» بود. آماده‌سازی نهایی سمفونی پنجم به موازات سمفونی ششم که در سال ۱۸۰۷–۱۸۰۸ ساخته بود و در همان کنسرت اولیه با سمفونی پنجم اجرا شد.
در این مدت بتهوون در اواسطِ دههٔ سی سالگی بود. زندگی شخصی وی با افزایش ناشنوایی دچار مشکل شد. این دوره در جهان، با جنگ‌های ناپلئونی، آشفتگی سیاسی در اتریش و اشغال وین توسط نیروهای ناپلئون (در سال ۱۸۰۵) مصادف شده بود. ساخت سمفونی در محل سکونت وی «خانه پاسکالاتی» نوشته شده است. در پاییز سال ۱۸۰۸ (قبل از اجرای سمفونی در دسامبر)، بتهوون به خاطر نیاز مالی قصد ترک وین را داشت، وی پیشنهادی از برادرِ ناپلئون بناپارت (جروم بناپارت)، و سپس پادشاهی وستفالیا دریافت کرد، تا بتواند دستمزد خوبی دریافت کند اما چند تن از اشراف وین برای ترغیب بتهوون به ماندن، قول دادند که مُستمری سالانه به او پرداخت کنند و بدینوسیله وی از ترک وین منصرف شد.
بتهوون خود نام یا تفسیری از سمفونی نداشته است، اما در جواب دوست خود آنتون شیندلر که منظورش از سه ضربهٔ کوتاه و یک ضربهٔ بلند چیست؟ گفته است: «سرنوشت آنگونه که به در می‌کوبد». از نظر آهنگسازی، فرم آن کلاسیک و لحن آن رمانتیک است. بر این اساس، سمفونی پنجم را یک اثرِ «کلاسیک-رمانتیک» می‌شناسند. از دیگر ویژگی‌های سمفونی پنجم این است که موومان‌ها دارای یک مضمون واحد در چهار لحن متفاوت است و چهار قسمت آن با هم وحدت کلی دارند.
بتهوون سمفونی پنجم را به دو تن از یاران خود، شاهزاده فرانتس فون لوبکوویتس و کنت آندرئاس رازوموفسکی اهدا کرد. این تقدیم‌نامه در چاپ اولِ اثر (آوریل ۱۸۰۹) وجود دارد. پیشتر بتهوون سفارش دو سمفونی را از سوی کنت فرانتس فون اوپرسدورف دریافت کرده بود. اما با اینکه وی چندین پرداخت برای بتهوون انجام داده بود و نیاز مالی وی را برای مدتی تضمین می‌کرد، ولی بتهوون از تحویل سمفونی به اوپرسدورف خودداری کرد. او در نامه‌ای به تاریخ ۱ نوامبر ۱۸۰۸ برای اوپرسدورف توضیح داد که: «هیچ چیزی مرا مجبور نکرد که سمفونی‌ای را که برای او نوشته شده بود به شخص دیگری بفروشم.» سرانجام بتهوون به‌عنوان جبران، سمفونی چهارم را بدون اینکه نت‌های سمفونی را تحویل دهد، فقط به او اهدا کرد.

### اجرای نخستین
اجرای اولیهٔ سمفونی پنجم در تاریخ ۲۲ دسامبر ۱۸۰۸، در یک کنسرت عظیم در سالن «تئاتر ان‌ دِ وین»،  متشکل از اجراکنندگان برتر و به رهبری خودِ بتهوون برگزار شد. زمانِ کنسرت بیش از چهار ساعت به طول انجامید. دو سمفونی در این برنامه به ترتیب معکوس اجرا شدند: ابتدا سمفونی ششم در نیمهٔ اول و سپس سمفونی پنجم در نیمهٔ دوم کنسرت به اجرا درآمد. برنامۀ کنسرت به شرح زیر بود:
1. سمفونی شماره ۶ (پاستورال)، اپوس. ۶۸
2. آریا: «آه! پرفیدو»[ذ]، اپوس. ۶۵، برای سوپرانو سولو و ارکستر
3. موومان گلوریا[ر]، از قطعهٔ «مَس در دو ماژور»، اپوس. ۸۶، برای صدای تک‌خوان، گروه کر و ارکستر
4. کنسرتو پیانو شماره ۴، اپوس. ۵۸ (با نوازندگی بتهوون)
(اینترمتزو)
5. سمفونی شماره ۵، اپوس. ۶۷
6. موومان‌های «سانکتوس»[ز] و «بندیکتوس»[ژ] از قطعهٔ مَس در دو ماژور، اپوس. ۸۶
7. بداهه‌نوازی پیانو با اجرای بتهوون
8. فانتزی کُرال، اپوس. ۸۰، برای پیانو، صدای تک‌خوان، گروه کر و ارکستر

بتهوون که مجبور شد در یک زمان بسیار شلوغ کنسرت خود را برگزار کند، در جمع‌آوری نوازندگان کافی ناتوان بود. در اصل، او به ارکستر حرفه‌ای «تئاتر ان دِ وین» دسترسی داشت، اما بسیاری از اعضای آن درگیر یک کنسرت برای انجمنی خیریه در سالنی دیگر و متعهد به اجرا در آنجا بودند و در غیر اینصورت جریمه می‌شدند. این «کنسرت موازی»، باعث کاهش تعدادی از نوازندگان ماهر شد و آماتورها موظف شدند شکاف‌ها را پر کنند؛ بنابراین، ارکستری که در اختیار بتهوون قرار گرفت، گروهی در حد متوسط بود که احتمالاً و برای مثال، نوازندگان «گروه ویلن اول» شش تا هشت نفر بیشتر نبودند.

#### واکنش‌ها
نظرات انتقادی کمی به اجرای اول وجود داشت که در شرایط نامساعدی اتفاق افتاد. ارکستر تنها با یک تمرین قبل از کنسرت، اجرای خوبی نداشت و در یک لحظه به دنبال اشتباه یکی از نوازندگان در قطعهٔ «فانتزی کُرال»، بتهوون مجبور شد موسیقی را متوقف کند و دوباره شروع کند. سالن اجتماعات بسیار سرد بود و تماشاگران از طولانی‌بودنِ برنامه خسته شده بودند. بری کوپر محتوای کنسرت را «قابل توجه‌ترین کارنامهٔ بتهوون» خواند.

## فرم و ساختار

### سازبندی
سازهای سمفونی پنجم عبارت‌اند از:
- سازهای بادی چوبی :

۱ فلوت پیکولو (فقط در موومان چهارم)، ۲ فلوت، ۲ ابوا، ۲ کلارینت در «سی بمل» و «دو»، ۲ فاگوت، کنترفاگوت (فقط در موومان چهارم)
- سازهای بادی برنجی:

۲ هورن در «می بمل» و «دو»، ۲ ترومپت در «دو»، ۳ ترومبون (آلتو، تنور و باس، فقط در موومان چهارم)
- سازهای کوبه‌ای:

۲ تیمپانی در «سل» و «دو»
- سازهای زهی:

ویولن (۱ و ۲)، ویولا، ویولنسل، کنترباس

### موومان‌ها
یک اجرای معمولی از این سمفونی حدودِ ۳۰ تا ۴۰ دقیقه طول می‌کشد. این کار در چهار موومان ساخته شده است:
I. آلگرو (2
4) در دو مینور
II. آندانته (3
8) در لا بمل ماژور
III. اسکرتسو: آلگرو (3
4) در دو مینور
IV. فینال: آلگرو (4
4) در دو ماژور

#### موومان اول
موتیفِ این سمفونی با چهار نتِ مشخصِ «کوتاه، کوتاه، کوتاه، بلند» (سُل، سُل، سُل، می بمل) آغاز می‌شود و با حالت مبهمی پاسخ و گسترش می‌یابد و با ضرب‌های قوی و پرحجم ارکستر، مبارزهٔ شدیدی را در ذهن شنونده مجسم می‌کند. پس از آن، تم دوم با حالت غمگینی شروع می‌شود و «تداعی یأس انسان در برابر سرنوشت» است. اما در ادامه، مبارزه همچنان ادامه دارد و قطعه در حالت مبهمی به انتها می‌رسد.
موومان اول در فرم سونات سنتی است که بتهوون از پیشینیان خود، هایدن و موتزارت در دورهٔ کلاسیک به ارث برده است (که دارای چند تم اصلی است و ابتدا معرفی می‌شوند. سپس در چندین گام مدولاسیون می‌شود و بعد از بسط و گسترش با بازگشایش، به بخش آغازین بر می‌گردد).
این اثر با دو عبارتِ فورتیسیمو شروع می‌شود، به دنبال چهار میزان اولِ موتیف مشهور، که توجه شنونده را با خود به دنبال دارد، بتهوون برای گسترش تم، از تقلیدها و سکانس‌ها استفاده می‌کند، این تقلیدها آنچنان نظمِ ریتمیکی برپا می‌کنند که یک ملودی واحد و روان را به‌وجود می‌آورند. اندکی پس از آن، قبل از معرفی تم دوم، یک پُلِ بسیار کوتاهِ «فورتیسیمو» که توسط هورن‌ها اجرا می‌شود، صورت می‌گیرد. تم دوم در می بمل ماژور که در گام نسبی تم اصلی است و بیشتر شاعرانه است، با نوانسِ پیانو توسط زهی‌ها همراهی می‌شود. کودا بار دیگر براساس موتیف چهارنتی تم اول و موادی از بخش گسترش، دنبال می‌شود. در طولِ برگشت یا بازگشایش، یک پاساژ سلوی کوتاه برای ابوا شبیه به بداهه‌نوازی وجود دارد و موومان با یک کودای عظیم به پایان می‌رسد.
آغاز موومان اول با موتیف چهارنتی که یکی از مشهورترین موتیف‌های موسیقی غربی است، باعث شد بحثی در بین رهبران ارکستر دربارهٔ نحوهٔ اجرای چهار میزان اول به‌وجود آید. برخی از رهبران آن را با تأکید روی تمپوی آلگرو در نظر می‌گیرند. برخی دیگر با تمپوی آزادتر، بسیار کندتر و باشکوه‌تری به اجرا می‌گذارند. با این وجود، عده‌ای دیگر موتیف را مولتو ریتارتاندو (اصطلاحی که سرعتِ هر فِراز، (چهار نت) را به‌تدریج کاهش می‌دهد) در نظر می‌گیرند و استدلال می‌کنند که علامت فرماتا روی نت چهارم، این موضوع را توجیه می‌کند. برخی منتقدان و نوازندگان، انتقالِ روح اثر در اجرای چهارنت اول و چهار نت دوم را همان‌طور که نوشته شده است، بسیار مهم می‌دانند و اجرای رایج‌تر «یک، دو، سه، چهار» را گمراه‌کننده می‌دانند. مایکل اشتاینبرگ (منتقد موسیقی) می‌گوید که «موتیف (ta-ta-ta-Taaa)، با هشت نت شروع می‌شود». وی خاطرنشان می‌کند: «قافیهٔ کار، چهار به علاوۀ چهار و هر گروه چهار‌نُتی شامل سه نت سریع به علاوهٔ یک نت پایین‌تر و بسیار طولانی‌تر است (در واقع بی‌اندازه). همچنین، اگر با علامتِ مترونوم بتهوون اجرا کنیم فاصلهٔ بین دوقافیه حداقل بوده و تقریباً یک هفتم از ثانیه است».
علاوه بر این، بتهوون با طولانی‌کردنِ نت‌های میزان پنجم و ششم، شکل را شفاف می‌کند. این طولانی‌شدن که در پی دو میزان قبلی بود، با نوشتن یک علامت «فرماتا»، قوی‌تر می‌شود. برای مثال با نگاه به بخش گسترشِ موومان نیز می‌توانیم در ملودیِ تم دوم بشنویم. یا بعد از آن، در جفت آکوردهای متناوبی از بادی چوبی و زهی‌ها (یعنی آکوردهایی که به صورت متناوب بین سازهای چوبی و زهی رد و بدل می‌شود) وجود دارد، بنابر این اتصالِ دائمِ فراخوانده‌شده بین دو واحدِ چهارنتی در موومان، بسیار مهم است. اشتاینبرگ اظهار داشت که «… منبع انرژی بی‌نظیر بتهوون … در نوشتن جملات طولانیِ گسترده‌ای است که سطوح آن با فعالیتِ مهیج بیان شده است. در واقع، … دو برابر شدن (ta-ta-ta-Taaa) یک آغاز باز و مستقل است، نه یک واحد بسته (سوء تفاهم این شروع توسط یک سنت در اجرای قرن نوزدهم پرورش یافته است که در آن پنج میزان اول به عنوان یک شروع آهسته و قابل توجه خوانده شد، و سرعت اصلی پس از آن است)». او اظهار می‌دارد که «شروع، بسیار دراماتیک است و این به دلیل شدت تضاد در حرکت بین هشت نت، شامل نت‌های چنگ، ایست ناگهانی، نت‌های طولانی و میزان آزاد است». وی اظهار می‌دارد که «... موسیقی با طغیان وحشی انرژی شروع می‌شود اما بلافاصله به یک دیوار برخورد می‌کند».
اشتاینبرگ ادامه می‌دهد که «... در ایست بعدی، بتهوون ما را با یک توقف ناگهانی دیگر روبرو می‌کند. این تم (پنج میزان اول) با یک کادانس نیمه‌تمام روی آکوردِ سل ماژور، کوتاه و واضح در کل ارکستر قرار می‌گیرد (به جز ویولن‌اول‌ها که به مدت طولانی و با ریتم آزاد بر روی نتِ کشیدۀ سل قرار دارند). سپس حرکت رو به جلو با شدت و با تداوم بی‌امانِ «هشت نت» از سر گرفته می‌شود».

#### موومان دوم
موومان دوم، یک قطعه با تمپوی آندانته و در فرم واریاسیون است که با تعمق بیشتر ساخته شده ولی «الحان آن در کمالِ روانی است و لطف و شکوه فراوان دارد».
موومان در لا بمل ماژور (یا گام نسبیِ دو مینور) است، اثری شاعرانه که به شکل واریاسیون دوبل است، بدین معنی که دو تم به صورت متناوب ارائه می‌شوند و پس از تغییرات با یک کدای طولانی خاتمه می‌یابد.
موومان با معرفی تم اول آغاز می‌شود، ملودی در اونیسون توسط ویولاها و ویولنسل با همراهی کنترباس است. تم دوم خیلی زود نمایان می‌شود، با آرپژ تریوله در ویولن و باس، و یک هارمونی توسط کلارینت‌ها، فاگوت‌ها و ویولن‌ها ارائه می‌شود. در ادامه یک واریاسیون از تم اول دوباره ظاهر می‌شود. این تم با تم سوم، در ویولن و ویولنسل همراه با یک فِرازِ متضاد، اجرا شده توسطِ فلوت، ابوا و فاگوت دنبال می‌شود. به دنبال یک ایست، کلِ ارکستر در یک فورتیسیمو شرکت می‌کنند، و منجر به یک سِری کرشندو و یک کدا برای پایان موومان می‌شود.

#### موومان سوم
موومان سوم، مؤثرترین قطعۀ اسکرتسویی است که بتهوون تصنیف کرده و همان تِمی است که موومان اول بر اساس آن تنظیم شده، ولی به‌تدریج از شدتش کاسته می‌شود و بدون اِشکال و خیلی روان به قسمت نهایی یا فینال منتهی می‌شود، این اسکرتسو مخصوصاً از لحاظ قسمت‌هایی که برای ویولنسل ساخته شده (و اجرای آن محتاج چیره‌دستی و مهارت زیاد است)، بسیار قابل توجه است.
موومان سوم به‌صورت سه‌ضربی است و شامل یک «اسکرتسو/تریو» است. این قسمت با فرمِ سنتی موومان‌های سوم، از دورهٔ کلاسیک پیروی می‌کند، که شامل توالی اسکرتسو اصلی، یک بخش تریوی متضاد، بازگشت به اسکرتسو و یک کدا است. با این حال، در سمفونی‌های کلاسیک، یک «منوئه/تریو» را به‌عنوان موومان سوم به کار می‌گرفتند، اما بتهوون تصمیم گرفت از فرمِ جدید «اسکرتسو/تریو» استفاده کند. گشایش موومان، بازگشت به «دو مینور» است و با تم زیر شروع می‌شود که توسط ویلنسل‌ها و کنترباس‌ها اجرا می‌شود:
تم افتتاحیه توسط یک تم متضاد که توسط سازهای بادی چوبی اجرا می‌شود، پاسخ داده می‌شود و این سکانس تکرار می‌شود. سپس هورن‌ها با صدای بلند، تم اصلیِ موومان را اعلام می‌کنند و موسیقی از آنجا سرچشمه می‌گیرد. بخش تریو در دو ماژور است و با یک بافت کنترپوانتیک نوشته شده است. هنگامی که «اسکرتسو» برای آخرین بار بر‌می‌گردد، توسط پیتزیکاتوی زهی‌ها، و خیلی آرام اجرا می‌شود. «اسکرتسو» تضادهایی را ارائه می‌دهد که تا حدودی شبیه به حرکت آهستهٔ (آندانته کُن موتو) است که از تفاوت شدید ماهیتِ «اسکرتسو/تریو» ناشی می‌شود «... اسکرتسو سپس این چهره را با موتیف معروفِ (۱+ ۳) از موومانِ اول در تضاد قرار می‌دهد که به تدریج فرماندهی کلِ موومان را به‌دست می‌گیرد». انتقالِ موومان سوم به موومان چهارم نیز قابل توجه است که به‌طور گسترده یکی از بهترین انتقال‌های موومان سمفونی در همهٔ زمان‌ها محسوب می‌شود.

#### موومان چهارم
سمفونی در پایان به یک «شاهراه پر فتح و ظفر» می‌افتد و تکرار قسمت‌هایی از اسکرتسو به گوشه و کنایه‌های تند آن می‌افزاید. «فراوانیِ اندیشه، حالت شیطانی و سرخوش بتهوون در آن به حدی است که نفسِ شنونده را می‌گیرد». و به‌نظر می‌رسد «روح انسانی شک و تردید را کنار گذاشته و رشتهٔ امور را در دست گرفته است». موومان چهارم بدون توقف، از موومان سوم به چهارم وصل می‌شود. این قسمت در دو ماژور است، انتخابی غیرمعمول که انتظار می‌رفت آهنگساز، این سمفونی را که در دو مینور آغاز شده در همان گام به پایان برساند. به قول بتهوون:
| « | بسیاری ادعا می‌کنند که هر قطعه مینور باید به مینور ختم شود. عزیزم! … غم، شادی را به دنبال دارد و باران، آفتاب را. | » |

بعدها تمایلِ بتهوون به تغییرِ گام اصلی در سمفونی نهم آشکارتر می‌شود. علاوه بر این، شخصیت «بی خیال و شاد»، همان‌طور که گاهی در سمفونی‌های قبلی بتهوون (مثلاً در شماره ۱ یا شماره ۲) وجود داشت، دیگر در اینجا نقشی ندارد. تضاد بین گام دو مینورِ دراماتیک و تاریک در موومان اول و دو ماژورِ شادمانهٔ موومان پایانی، از ادبیات بتهوون (پیروزی بر سرنوشت، پیروزی و رستگاری و غیره) تصویری شناخته‌شده‌تر ارایه می‌کند.

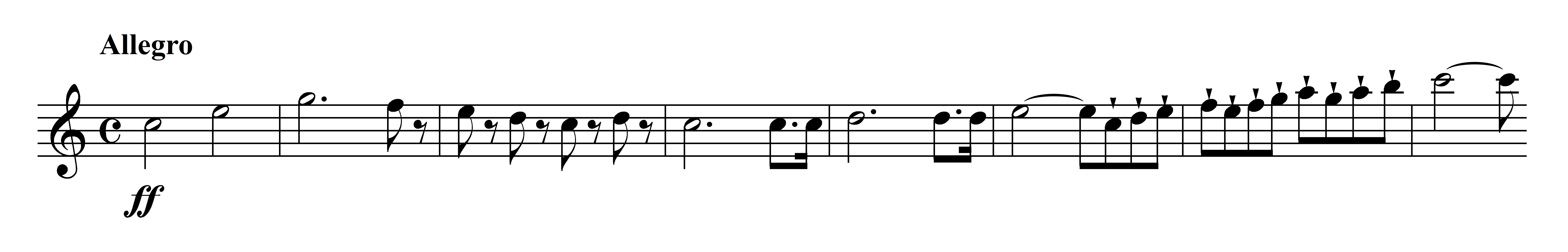
شروع تِم اصلی در دو ماژور

فینال، پیروز و مهیج به گونه‌ای غیرمعمول در فرم سونات نوشته شده است: در پایانِ بخش گسترش، موسیقی با یک کادانس فورتیسیمو روی نمایان می‌ایستد و موسیقی پس ار این ایست، با تکرار آرامِ «تمِ هورن» از موومانِ «اسکرتسو» ادامه می‌یابد. بعد از آن، گشایش با کرشندوهایی از آخرین میزان‌های موومان «اسکرتسو»، معرفی می‌شود، دقیقاً همان موسیقی که در هنگام شروع موومان وجود داشت، اجرا می‌شود. قطعِ فینال با موادی شبیه موومان سومِ رقص، از «سمفونی شماره ۴۶»، اثر هایدن که در سال ۱۷۷۲ ساخته بود، آغاز می‌شود. مشخص نیست که بتهوون با این کار آشنایی داشته یا نداشته است.
فینال سمفونی پنجم شامل یک کدای بسیار طولانی است که در آن تم‌های اصلی موومان به صورت فشرده و موقت اجرا می‌شوند. در انتها سرعت به پِرِستو افزایش می‌یابد. سمفونی با ۲۹ میزان از آکورد دو ماژور به پایان رسید که با استحکام اجرا شده است. چارلز روزن استدلال می‌کند که این پایان، نشان‌دهندهٔ حسِ بتهوون به معیارهای کلاسیک است: «کادانسِ خالص از آکورد دو ماژور و به طرز باورنکردنی طولانی، برای ریشه‌کن کردنِ تنشِ شدید این اثر عظیم، لازم است». «در این حالت شنونده احساس می‌کند که قطعه کی به پایان می‌رسد؟ ادامهٔ تکرار یک آکورد با سکوت‌ها و تک‌صداهای پی‌درپی، مرکز تونالیته را بیش از پیش تقویت می‌کند، مرکزی که می‌خواهد فرمانروای تمام اصوات باشد».
همچنین مشاهده شده است که پیروی از این آکورد طولانی، الگویی است که بتهوون از آهنگساز ایتالیایی لوئیجی کروبینی وام گرفته است که نزد بتهوون و در بین موسیقی‌دانان معاصرش، ارزش زیادی داشت. کروبینی با گذراندن بیشتر عمر خود در فرانسه، این الگو را به‌طور مداوم برای پایان اورتورهای خود بکار می‌برد و بتهوون به خوبی از این شیوه آگاهی داشت. پایان سمفونی بتهوون، تقریباً با نت در نت و توقف در توقف، تکرار می‌شود تا پایانِ «سمفونی سرنوشت» فرا رسد (اپرای کروبینی، «الیزا»، در سال ۱۷۹۴ ساخته شد و در سال ۱۸۰۳ در وین ارائه شده بود). نمونه‌های دیگر از تکرارهای بی‌امان را می‌توان در آثار باخ (کنسرتو براندبورگ شمارهٔ ۳)، هایدن (تم اصلی در موومان اول سمفونی شماره ۱۰۴) و موتسارت (تم اصلی موومان اول در سمفونی شماره ۴۰) که همگی مانند سمفونی پنج بتهوون سعی در تأکید و تثبیتِ مرکز تونال در قطعۀ خود را داشتند.

## داستان‌ها و روایت‌ها از سمفونی
مطالب بحث‌برانگیز زیادی در مورد سمفونی پنجم از جمله موتیف سمفونی، گام انتخابی و غیره در کتاب‌ها، مقالات علمی و یادداشت‌های برنامه برای اجرای زنده و ضبط‌شده، نوشته شده است. 

### موتیف سرنوشت
سمفونی شماره پنج علاوه بر شماره‌گذاری (اپوس)، دارای نام مشخص است؛ اگرچه نام این سمفونی از طرف بتهوون نبوده‌است، اما تحت عنوان «سمفونی سرنوشت» نامیده می‌شود و به‌خاطرِ تم پنج میزانی آن، «موتیف سرنوشت» نیز برای آن ابداع شد. این نام در ترجمه‌ها هم استفاده می‌شود. موتیف اولیهٔ سمفونی بعضی اوقات به‌عنوان نمایشی از «سرنوشت آنگونه که به در می‌کوبد»، از اهمیت نمادین برخوردار است. این نقل قول از منشی و دوست بتهوون، آنتون شیندلر است که سال‌ها پس از مرگ بتهوون نوشت:
آهنگساز خودش یک روز اعماق این گام را شرح داد. وی در حضور نویسنده، به آغاز موومان اول اشاره کرد و با این کلمات، ایدهٔ اصلی کار خود را بیان کرد: «بدین ترتیب سرنوشت به در می‌کوبد!».
نقل‌قول‌های شیندلر در موردِ هر نقطه‌ای از زندگی بتهوون توسط کارشناسان با شک و تردید نگریسته می‌شود (اعتقاد بر این است که وی در «کتاب‌های گفتگو»‌ی بتهوون تحریف کرده است، کتاب‌هایی که در آن به خاطر ناشنوایی بتهوون از دیگران برای ثبت مکالمات خود بهره گرفته است). علاوه بر این، اغلب اظهار می‌شود که شیندلر دیدگاهی طرفدارانه از آهنگساز ارائه داده است. با این حال، مکتیلد فوکس (نویسندهٔ آلمانی) در تحقیقات خود اظهارات شیندلر را معتبر می‌داند و می‌گوید تعبیر مکرر از عنوانِ «سمفونی سرنوشت» نشان از مناسب بودنِ این تعبیر دارد. از سوی دیگر، موسیقی‌شناس سوئیسی هری گلدشمیت (۱۹۱۰–۱۹۸۶)، بر اهمیت سیاسیِ اثر و مفهوم «سرنوشت» که ممکن است در آن ظاهر شود تأکید می‌کند و سمفونی پنج را اثری «ضد ناپلئونی» می‌داند که بتهوون پس از تاجگذاری ناپلئون و ناامیدی از وی، «سمفونی شماره ۳» را نوشت و «سمفونی شماره ۵» بلافاصله پس از آن، یک «سمفونی موازی» به‌نظر می‌آید؛ «همچنین اورتور کوریولان که در همان دوره و در همان گام، (علیه مستبدان) تصنیف شده است».
داستان دیگری دربارهٔ همین موتیف وجود دارد. نسخه ارائه‌شده در اینجا از توضیحات آنتِنی هاپکینز (آهنگساز و پیانیست انگلیسی) در مورد سمفونی است: کارل چرنی شاگرد بتهوون، که کنسرتوی «امپراتور» را نخستین بار در وین اجرا کرد، یادآوری می‌کند که «الگوی کوچک نت‌ها در ابتدای موومان از آوازِ پرندهٔ زردپره لیمویی هنگامی که بتهوون در پارکِ (پارتر) وین قدم می‌زده است، الهام گرفته است». هاپکینز اظهار داشت: «با توجه به انتخاب بین (پرندهٔ زردپره) و (کوبیدن سرنوشت به در)، عموم، اسطورهٔ دراماتیک‌تر را ترجیح می‌دهند، هرچند که گزارش چرنی هم بعید است که ابداع شده باشد».
لئونارد برنستاین در سری سخنرانی‌های تلویزیونی امنیبوس در سال ۱۹۵۴، «موتیف سرنوشت» را به چهار علامت کدا () که در سمفونی‌های کلاسیک مشترک است، تشبیه کرد. او می‌گوید که این علامت در سمفونی کلاسیک، یک پایان‌بخشِ موزیکال است، اما برای بتهوون تبدیل به موتیفی می‌شود که در طولِ کار برای یک اثر بسیار متفاوت و دراماتیک تکرار می‌شوند.
ارزیابی این تفسیرها با شک و تردید همراه است. برای مثال، افسانهٔ عامیانه‌ای وجود دارد که «بتهوون قصد داشت با پیشنهاد (کوبیدن سرنوشت به در)، سرآغاز بزرگِ این سمفونی را آخرالزمانی کند». فردیناند ریس، شاگرد بتهوون می‌گوید: «این واقعاً تفسیری شاعرانه بود که بتهوون دریافت کرد، و هنگامی که به وی انتقال داده، واکنشی طعنه‌آمیز داشته است». الیزابت شاور گلسنر اظهار داشت که «بتهوون این‌طور شناخته شده بود که تقریباً هر چیزی می‌گوید تا خود را از زیر سؤال بردنِ آفات خلاص کند». هر چند این اظهارات هم ممکن است برای خنثی‌کردن هر دو داستان صورت گرفته باشد.

### گام‌های انتخابی بتهوون
گام سمفونی پنجم دو مینور است که معمولاً به‌عنوان یک گام ویژه نزد بتهوون قرار دارد، به ویژه برای یک تنالیته طوفانی و قهرمانانه در نظر گرفته می‌شود. 
دو مینورهای بتهوون برای بسیاری از شنوندگان اهمیت ویژه‌ای دارد. گفته شده است که آثار او در این کلید قدرتمند و پراحساس است و احساسات تاریک و طوفانی را برمی‌انگیزد. بتهوون تعدادی اثر در دو مینور نوشت که شخصیت آنها کاملاً شبیه به سمفونی پنجم است. «چارلز روزن» پیانیست و نویسنده می‌گوید:
بتهوون برای نشان‌دادنِ شخصیت هنری خود، با گام دو مینور می‌آید. در هر صورت، بتهوون را به‌عنوان قهرمان نشان می‌دهد. دو مینور، وی را در ظریف‌ترین حالت خود بیان نمی‌کند، اما این گام، او را به‌عنوان برون‌گراترین شکلِ خود بروز می‌دهد، جایی که به نظر می‌رسد وی بی‌تاب و سازش‌ناپذیر است.
جرج گروو در سال ۱۸۹۸ نوشت: کلید دو مینور در ساخته‌های بتهوون جایگاه عجیبی دارد. قطعاتی که او آن را به کار گرفته است، به جز موارد بسیار اندک، از نظر زیبایی و اهمیت قابل توجه هستند. همهٔ منتقدان دیدگاه مثبتی نسبت به بازگشت همیشگی بتهوون به تونالیته دو مینور نداشته‌اند. جوزف کرمان اتکای بتهوون به گام دو مینور را به ویژه در آثار اولیهٔ او، یک شیوه توخالی می‌داند و می‌گوید: «حال و هوای مینور در بتهوون اولیه… قاطعانه، یکی از مأیوس‌کننده‌ترین حالت‌ها در طول سال‌ها بوده است… در این وضعیتِ احساسیِ آشنا، به‌نظر می‌رسد بتهوون زندانی ناآگاه برخی از تصورات مرسوم خود از اشتیاق است، نه ارباب علاقه‌هایش». کرمان در مقاله‌اش با عنوان «اقلیت بتهوون» اشاره می‌کند که بتهوون پیوسته با حرکت از دو مینور (گام پایه) به گام نسبی (می بمل ماژور) و سپس گام موازی (دو ماژور) تسخیر می‌شود.

### تکرار موتیف نخستین در سراسر سمفونی
معمولاً اشاره می‌شود که موتیف ریتمیک چهارنُتی در شروع موومان اول (کوتاه-کوتاه-کوتاه-بلند)، در سراسر سمفونی تکرار می‌شود و آن را متحد می‌کند. بخشی از نظرهای مفسرین و موسیقی‌دانان در این مورد:
- «این یک الگوی ریتمیک است (dit-dit-dit-dot) که باعث ظهور آن در هر سه موومان دیگر می‌شود و در نتیجه به وحدت کلی سمفونی کمک می‌کند»، (داگ بریسکو[ه]).[۷۲]
- «یک موتیف واحد که کل اثر را متحد می‌کند»، (پیتر گاتمان[ی]).[۷۳]
- «موتیف اصلی کلِ سمفونی».[۷۴]
- «فیگور مشهور آغازین … در نقاط مهمِ موومان‌های دیگر بر می‌گردد»، (ریچارد برتبی[اا]).[۷۵]

در دائرةالمعارف نیوگروو، با احتیاط این دیدگاه را تأیید می‌کند و گزارش می‌دهد که «موتیف معروف بتهوون تقریباً در همهٔ میزان‌های موومان اول شنیده می‌شود و اجازه می‌دهد در سایر موومان‌ها، تغییرات دیگری را انجام دهد».
چندین پاساژ در سمفونی وجود دارد که به این موتیف منتهی شده است. برای مثال، در موومان سوم، هورن‌های تنها، ریتم زیر را اجرا می‌کنند که در آن الگوی (کوتاه، کوتاه، کوتاه، بلند) به‌طور مکرر شنیده می‌شود:

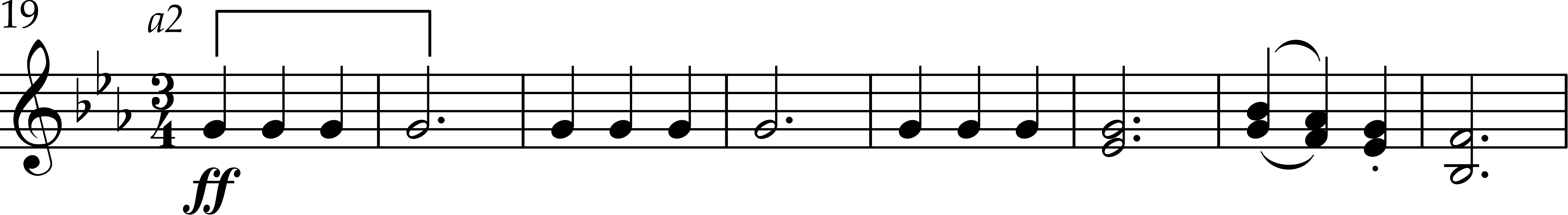
میزان ۲۶-۱۹

در موومان دوم، خط پایین، با ریتمی مشابه همراهی می‌کنند:

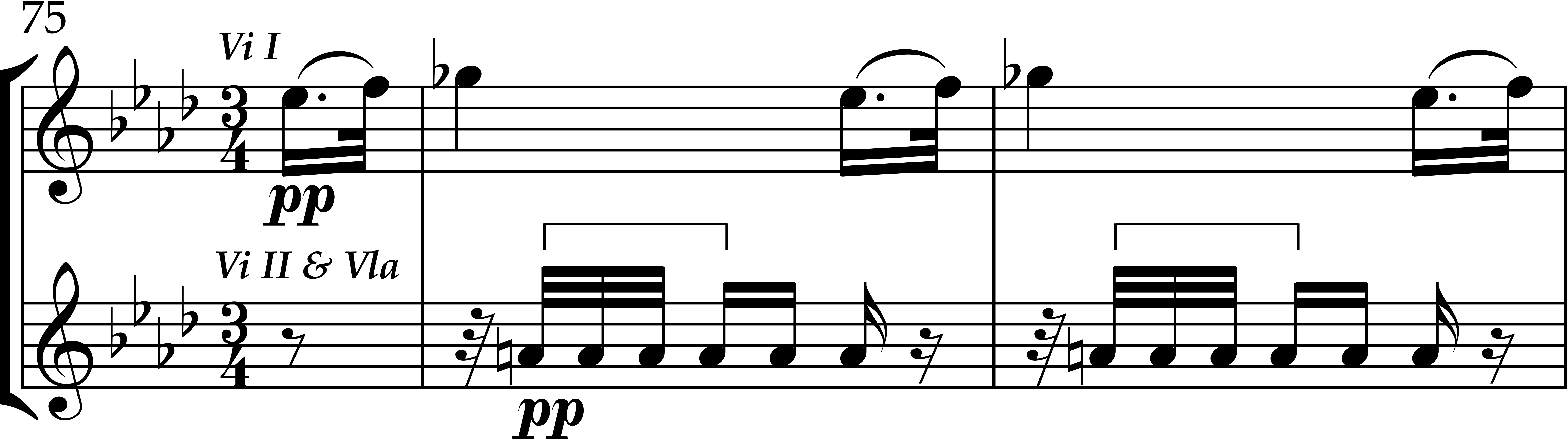
میزان ۷۷-۷۵

«داگ بریسکو» نشان می‌دهد که در فینال، ممکن است موتیفی که در قسمت پیکولو شنیده می‌شود، احتمالاً به معنی این مثال  باشد:

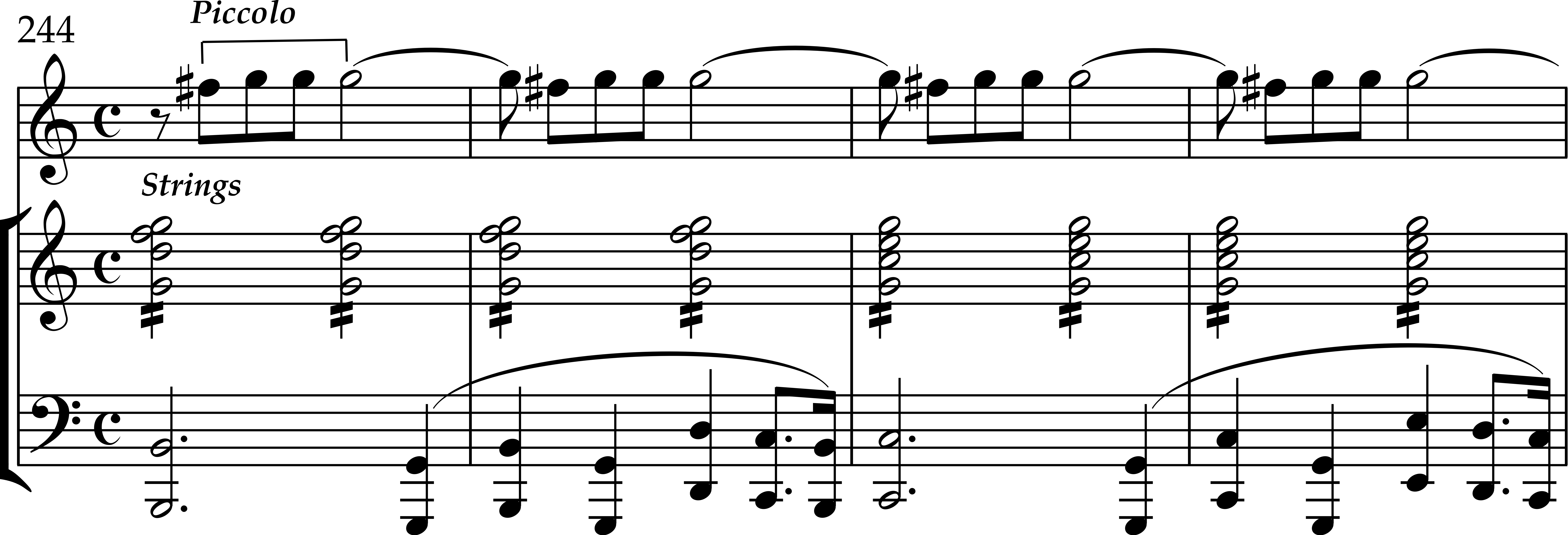
میزان ۲۴۷-۲۴۴

سپس در قسمت کدای فینال، باس‌ها بارها و بارها این الگو را اجرا می‌کنند:

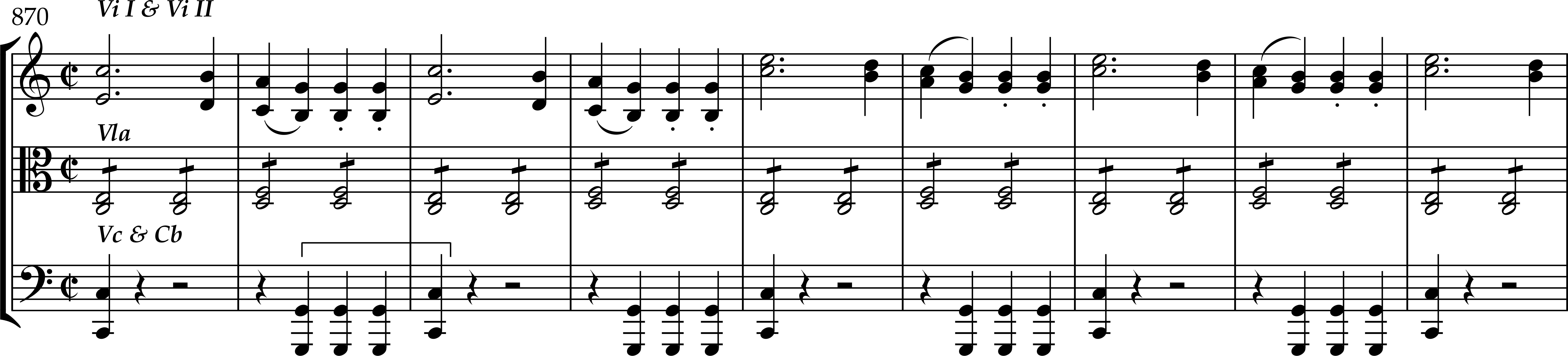
میزان ۸۷۸-۸۷۰

از طرف دیگر، برخی از مفسران از این شباهت‌ها تأثیر نمی‌پذیرند و آنها را اتفاقی می‌دانند. آنتِنی هاپکینز، در مورد این تم در اسکرتسو (موومان سوم) گفت: «هیچ موسیقی‌دانی با اندکی احساس نمی‌تواند (دو ریتم) را به اشتباه درک کند»، وی توضیح می‌دهد که ریتم اسکرتسو روی ضرب قوی میزان شروع می‌شود در حالی که تم موومان اول از ضرب ضعیف میزان شروع می‌شود. دونالد تووی، با ابراز نگرانی از این ایده که یک موتیف ریتمیک است که سمفونی را متحد می‌کند، می‌گوید: «این کشف عمیق قرار بود یک وحدت ناخواسته در کار را نشان دهد، اما به نظر نمی‌رسد که به اندازه کافی تحقق یافته باشد». او ادامه می‌دهد با استفاده مداومِ همین رویکرد به این نتیجه می‌رسد که پس بدین ترتیب، بسیاری از آثار دیگر بتهوون نیز مانند این سمفونی، یکپارچه هستند، زیرا این موتیف در سونات شماره ۲۳ پیانو، «کنسرتو پیانوی شماره ۴» ()، و کوارتت زهی اپوس. ۷۴، مشاهده می‌شود. تووی نتیجه می‌گیرد: «حقیقتِ ساده این است که بتهوون نمی‌توانست بدون چنین فیگورهایی  کاملاً ریتمیک در این مرحله، هنر خود را نشان دهد».
در پی ایرادات «تووی»، می‌توان به برجستگی فیگور ریتمیکِ (کوتاه، کوتاه، کوتاه، بلند) در کارهای قبلی معاصرانِ کلاسیکِ بتهوون، مانند هایدن و موتزارت افزود. برای مثال فقط به دو نمونه اشاره می‌شود: در سمفونی شماره ۹۶ هایدن یافت می‌شود ()، و در «کنسرتو پیانو شماره ۲۵»، (K. 503) موتزارت وجود دارد (). چنین نمونه‌هایی نشان می‌دهد که ریتم‌های (کوتاه، کوتاه، کوتاه، بلند)، جزئی منظم از موسیقی آهنگسازان آنروزِ دوران بتهوون بوده‌اند. به نظر می‌رسد که بتهوون به عمد یا ناخودآگاه، یک بافت ریتمیک واحد را از طریق سمفونی پنجم به وجود آورد که این امر (به قول هاپکینز) «تا ابد برای بحث و گفتگو باز خواهد ماند».

### استفاده از رقص فولیا
«فولیا» نوعی رقص با ریتم و هارمونی مشخص و در فرم تم و واریاسیون است که توسط بسیاری از آهنگسازان رنسانس، قرن نوزدهم و حتی بیستم به خوبی استفاده می‌شد. این رقص در نیمه‌راهِ هارمونی، از موومان آهستهٔ دوم (میزان‌های ۱۶۶ تا ۱۷۵) توسط بتهوون مورد استفاده قرار گرفت. برخی منابع اخیر ذکر می‌کنند که آن بخش از تم «فولیا» در سمفونی بتهوون، در دهه ۱۹۹۰ کشف شد. سال ۱۹۸۲، رید جی. هایوت در بخش «نامه به سردبیر» در مجلهٔ «کالج موسیقی سمپوزیوم ۲۱»، برخی از جنبه‌های «فولیا» در آثار بتهوون را مورد تجزیه و تحلیل قرار داد و در آنجا به بررسی وجود الگوهای پیچیده‌ای از نمونه‌های اولیه و رابطهٔ میان آنها پرداخت.

### پیکولو و ترومبون‌ها
این تصور غلط رایج است که در آخرین موومان سمفونی پنجم بتهوون، اولین باری است که از ترومبون و پیکولو در سمفونی استفاده می‌شود. این در حالی است که سال ۱۸۰۷، آهنگساز سوئدی یواخیم نیکلاس اگرت برای سمفونی خود در می ماژور از ترومبون‌ها استفاده کرد.

### کپی از موتسارت
گوستاو نوتبوهم، (موسیقی‌شناس، ۱۸۸۲ - ۱۸۱۷)، ابتدا خاطر‌نشان می‌کند تم موومانِ سوم سمفونی پنج، از همان فواصل تم اصلی موومان چهارم از سمفونی شماره ۴۰، اثر موتسارت پیروی می‌کند. در اینجا هشت نت اول موتسارت و مقایسۀ آن با تم بتهوون آمده است:
| : · | : · |
| --- | --- |

در حالی که چنین شباهت‌هایی گاه به‌طور اتفاقی رخ می‌دهد، بعید است که در این مورد چنین باشد. «نوتبوهم»، هنگامِ بررسی کتابی که توسط بتهوون برای آهنگسازی سمفونی پنجم مورد استفاده قرار گرفته بود، جستجو و کشف کرده که به قول او: «در اینجا، ۲۹ میزان نهایی موتسارت، توسط بتهوون رونویسی شده‌ است».

## چالش‌های اجرا

### نشانه‌گذاری مترونوم
| موومان | سرعت                     | میزان     | مترونوم           |
| ------ | ------------------------ | --------- | ----------------- |
| I      | آلگرو کُن بریو            | 2 4       | 108 =             |
| II     | آندانته کُن موتو پیو موتو | 3 8       | 97 = 116 =        |
| III    | آلگرو                    | 3 4       | 96 = .            |
| IV     | آلگرو تمپو اولیه پِرِستو   | 4 (3 4) 2 | 84 = 96 = . 112 = |

در سال ۱۸۱۷، بتهوون (که اکنون تقریباً ناشنوا است) با استفاده از نشانه‌های مترونوم، سرعت موومان‌ها را مشخص کرد؛ با این حال، بحث‌های داغ و گاهی مورد تردید برای آیندگان به وجود آمد. بیشتر رهبران ارکستر سرعتی کندتر از آنچه بتهوون نوشته است، انتخاب می‌کنند؛ بنابراین محققان مشکوک بودند که بتهوون ممکن است مترونوم خود را در جایی اشتباه خوانده باشد و خوانش مترونوم با ۱۲ ضربه (میزان ۶ تا ۱۷) را مخدوش کرده است. از سوی دیگر، یک علامت‌گذاری تمپو با ۱۲ ضربۀ تصحیح‌شده وجود دارد و به خوبی با سرعت مشاهده‌شده در اجرای بسیاری از رهبران ارکستر، (حتی آنهایی که از «اجراهای تاریخی» پیروی می‌کنند) مطابقت دارد.

### تکرار در موومان سوم
در پارتیتور اصلی (یعنی نسخهٔ دست‌نویس بتهوون)، موومان سوم حاوی یک علامت تکرار است: وقتی بخش‌های اسکرتسو و تریو هر دو اجرا می‌شوند، نوازندگان به دستورِ رهبر ارکستر، هدایت می‌شوند که به ابتدا بازگردند و این دو را مجدد اجرا کنند. سپس بخش‌ها دوباره با یک تفسیر سومی از اسکرتسو می‌آیند، که این بار به صورت متفاوتی برای زهی‌ها با پیتزیکاتو نت‌نویسی شده است و بعد از آن انتقال مستقیم به فینال (مطابق توضیحات بالا) مشاهده می‌شود. در بیشتر نسخه‌های چاپی مدرنِ پارتیتور، این علامتِ تکرار، حذف شده است. در واقع در بیشتر اجراهای سمفونی، این موومان را به صورت «′ABA» که در آن: A (اسکرتسو)، B (تریو)، و ′A (اسکرتسوی تغییریافته) را اجرا می‌کنند. در مقابل، نسخهٔ دست‌نویس به صورت «′ABABA» است. بعید به‌نظر می‌رسد که آهنگساز در پارتیتور دست‌نویس، مرتکب اشتباه شده باشد، طرح «′ABABA» در دیگر آثار بتهوون مانند «باگاتلا برای پیانو سولو»، اپوس. ۳۳، شماره ۷، (۱۸۰۲)، سمفونی شماره چهار، شش و هفت وجود دارد. با این حال، ممکن است که بتهوون برای سمفونی پنجم، در ابتدا «′ABABA» را ترجیح می‌داده، اما در جریان انتشار اثر، نظر خود را به نفع «′ABA» تغییر داده است.
از زمان بتهوون، پارتیتورهای منتشر‌شده از سمفونی، همیشه نسخهٔ «′ABA» را چاپ کرده‌اند. با این حال، در سال ۱۹۷۸ نسخه‌ای با عنوان «′ABABA» توسط پیتر گولک تهیه و توسط ادیشن پیترز انتشار یافت. در سال ۱۹۹۹، نسخه دیگری، توسط جاناتان دل مار (ویراستار موسیقی و رهبر ارکستر انگلیسی)، توسط انتشارات «بیریناتر» چاپ شد که حامی بازگشت به همان روش «′ABA» است. در کتاب همراه با تفسیر «دل مار»، از این دیدگاه که «′ABA» نشان‌دهندهٔ هدف نهایی بتهوون است دفاع می‌کند. به عبارت دیگر، «آن حکمتِ متعارف، همه جا درست بود».
تا دههٔ ۲۰۰۰، نسخهٔ «′ABA» در اجرای کنسرت‌ها، غالب بود. با این حال، از زمان ظهور نسخهٔ «پیتر گولک»، رهبران ارکستر احساس آزادی بیشتری نسبت به استفاده از انتخاب خود داشتند. به نظر می‌رسد که اجراهایی با فرم «′ABABA» وجود دارد که مورد حمایت رهبرانی است که به‌خصوص در اجرای معتبر یا اجرای آگاهانهٔ تاریخی تخصص دارند (یعنی با استفاده از سازهایی از نوعِ مورد استفاده در روزگارِ بتهوون و تکنیک‌های اجرایی آن دوران). این رهبران عبارتند از: کریستوفر هاگ‌وود، جان الیوت گاردینر و نیکلاوس هارننکور. اجراهای «′ABABA» در سازهای مدرن نیز توسط «ارکستر فیلارمونیای جدید» به رهبری پی‌یر بولز، «ارکستر تونهال زوریخ» به رهبری دیوید زینمن و ارکستر فیلارمونیک برلین به رهبری کلودیو آبادو اجرا شده است.

### انتقال مجدد نت‌های فاگوت به هورن‌ها
در موومان اول، پاساژی در اکسپوزیسیون وجود دارد که بتهوون قبل از معرفیِ تم دوم نوشته است، که توسط جفت هورن‌ها، به صورت سولو نواخته می‌شود.
در این‌جا، تم در گام می بمل ماژور اجرا می‌شود، ولی هنگامی که همان تم بعداً در بخش «بازگشت» تکرار می‌شود، در گام دو ماژور است. «آنتِنی هاپکینز» می‌نویسد:
این … مشکلی را برای بتهوون ایجاد کرد، زیرا هورن‌ها (در روزگار او)، به شدت محدود به نت‌هایی بودند که در واقع می‌توانستند قبل از اختراع دریچه‌ها اجرا کنند، و قادر به اجرای این عبارت در گام جدیدِ موومان (دو ماژور) نبودند؛ بنابراین بتهوون مجبور شد که این عبارت را به جفت فاگوت‌ها واگذار کند که حداقل، جایگزینی مناسب بود، اندیشهٔ اصلی (اجرای هورن‌ها) نسبت به موضوع ثانویه (اجرای فاگوت‌ها) در پارتیتور، به عنوان ارزش بیشتری برای حفظ آن در نظر گرفته می‌شود، این عبارت به‌طور همیشگی توسط هورن‌ها اجرا می‌شود و با اطمینان می‌توان به توانایی مکانیکی این ساز، اعتماد کرد.
در حقیقت، حتی قبل از اینکه آنتِنی هاپکینز این قسمت را بنویسد (۱۹۸۱)، برخی از رهبران ارکستر برای حفظ پارتیتور اصلیِ بتهوون، فاگوت‌ها را برای اجرای این پاساژ، آزمایش کرده بودند. این را می‌توان در بسیاری از اجراها از جمله اجراهایی که توسط کارولین براون (ذکر شده در بخش قبل) و همچنین در یک ضبط اخیر، به رهبری سایمون رتل با ارکستر فیلارمونیک وین شنید. اگرچه هورن‌هایی که قادر به اجرای این پاساژ در دو ماژور بودند، چندی پس از اولین اجرای سمفونی پنجم، در سال ۱۸۱۴ توسعه یافتند. هنوز مشخص نیست که آیا بتهوون می‌خواست جای هورن‌های مدرن را با فاگوت‌ها جایگزین کند، یا آن را حفظ کند. وی به‌طور کلی در مورد تغییر دوباره در آثارش می‌گوید:
| « | عادت ندارم وقتی که اثری را به پایان رساندم، دوباره در آن دست ببرم. هرگز چنین کاری نکرده‌ام، زیرا به این حقیقت عقیده دارم که هر تغییر جزیی، حالت آهنگ را به کلی عوض می‌کند. | » |

استدلال‌های قوی وجود دارد که به نفعِ حفظ پارتیتور اصلی است، حتی اگر دسترسی به هورن‌های با دریچهٔ مدرن موجود باشد. در این چارچوب، تم انتقالی با موضعی قهرمانانه، تاریکی «گروه تم اول در مینور» را به روشنایی «گروه تم دوم در ماژور» هدایت می‌کند. با این حال، در بخش گسترش، بتهوون به‌طور منظم تم قهرمانی را به صورت مجزا و تکه‌تکه در میزان‌های ۱۸۰ تا ۲۱۰ به کار می‌گیرد. علاوه بر این، هورن‌های بکار رفته در موومان چهارم هورن‌های طبیعی در دو هستند که به راحتی می‌توانند این پاساژ را اجرا کنند. اگر بتهوون می‌خواست تم دوم در هورن‌ها باشد، می‌توانست برای آنها سکوت بگذارد تا در زمانِ استراحت به آنها فرصتِ تعویض ساز را بدهد، و سپس «سکوت در دو» را بنویسد، مانند دستورالعمل «سکوت در فا» که در میزان ۴۱۲، موومان اول، از سمفونی شماره ۳، نوشته شده است.

## نقد
... خانم مالیبران، با شنیدن این قطعه برای اولین بار، با چنان حمله عصبی شدیدی روبرو شد که مجبور شدند او را از سالن بیرون کنند […] یک کهنه‌سرباز در حالی که دستانش را به سمت آسمان بلند کرده بود، فریاد زد: «امپراتور است، امپراتور است!» و یک آهنگساز مشهور فرانسوی که تا آن زمان بتهوون را یک موسیقیدان بدونِ الهام می‌دانست، در حالی که تمامِ اندام‌هایش می‌لرزید، اعتراف کرد که «می‌ترسیده دیوانه شود.»

هکتور برلیوز، مجله دِبات، ۱۸ آوریل ۱۸۳۵.
در قرن نوزدهم، تعداد فزاینده‌ای از بررسی‌ها، بحث‌ها و تفسیرها پدیدار شد. یک سال و نیم بعد از اجرای اول، انتشار پارتیتور منجر به یک نقد و بررسی امضا نشده (در واقع توسط منتقد موسیقی ارنست هوفمان) در «روزنامه عمومی موسیقی» شد. وی موسیقی را با تصاویری دراماتیک، چنین توصیف کرد:
[نُت‌ها] پرتوهای درخشانی را در شبِ عمیقِ این زمین پرتاب می‌کنند، و ما از سایه‌های غول‌پیکر آن آگاه می‌شویم که با حرکت به پیش و پس، به ما نزدیک می‌شوند و همه چیز را در درون ما نابود می‌کند، ما جز با دردِ اشتیاقِ بی‌پایان (اشتیاقی که در آن هر لذتی که در نُت‌های شاداب وجود دارد، غرق می‌شود اما از پا در نمی‌آید) و تنها از طریق این درد است، هنگامی که تحلیل می‌رود ولی عشق، امید و شادی را از بین نمی‌برد و سعی می‌کند سینه‌هایمان را با هارمونی‌های تمام‌عیار، همهٔ احساسات را پشت سر بگذارد؛ ما بر روی آن زندگی می‌کنیم و اسیر روحیات خود هستیم.
به غیر از ستایش‌های عجیب و غریب «هوفمان»، وی تاکنون بیشترین بخش از بررسی خود را به تجزیه و تحلیل مفصلی از سمفونی اختصاص داده است، تا بتواند اندیشه‌های بتهوون را که به منظور شنیدن و «اثرگذاری» در مخاطب است، نشان دهد. این نقد و بررسی‌ها در مقاله‌ای با عنوان «موسیقی سازی بتهوون»، در سال ۱۸۱۰، و مقاله دیگری در سال ۱۸۱۳ در یک مجموعه گردآوری شده است. در ادامهٔ ستایش، هوفمان از سمفونی به‌عنوان «غیرقابل توصیف»، «عمیق و باشکوه در دو مینور» می‌نویسد:
چگونه این اثر شگفت‌انگیز، در صعود به اوج می‌رسد و شنونده را به طرز جسورانه‌ای به سمت دنیای بیکران روح و روان هدایت می‌کند! … بدون شک کلِ هجوم، مانند راپسودی مبتکرانه، بر بیشتر از یک انسان می‌گذرد، اما روح هر شنوندۀ متفکر مطمئناً برانگیخته می‌شود، در واقع تا آکورد فینال، حتی در لحظه‌هایی که از آن پیروی می‌کند، قادر نخواهد بود تا از قلمرو روح شگفت‌انگیز خارج شود. جایی که اندوه و شادی او را به شکل صدا در آغوش می‌گیرند…
تفسیرهای ارنست هوفمان در سال ۱۸۱۰ که حاوی اولین تحلیل دقیق از ساختار رسمی و روابط ساختاریِ اثر است، راه را برای تفسیر گسترده از تصویرِ یک «بتهوون رمانتیک» که به تازگی شکل گرفته بود، هموار کرد. به مرور زمان سمفونی پنجم تحسین روزافزونی را برانگیخت. آهنگسازانی مانند برلیوز و شومان معتقد بودند که بتهوون را «پیشگام زبان موسیقی» خود می‌دانند. برلیوز نوشت: «بی‌تردید معروفترین، همچنین به نظر ما، اولین موردی است که بتهوون بدون استفاده از ایده‌های بیرونی به‌عنوان راهنما یا پشتیبان، به تخیلِ گستردۀ خودش، آزادی عمل داد». واگنر می‌گوید:
در اینجا، حس غنایی تقریباً وارد قلمرو یک درام ایده‌آل به معنای خاص‌تر می‌شود، و اگرچه ممکن است جای تردید باشد که آیا مفهوم موسیقی مطلق به این طریق تیره و تار نمی‌شود، زیرا منجر به ظهور ایده‌هایی می‌شود که به خودی خود کاملاً با روحِ [فرم رایج] موسیقی بیگانه به نظر می‌رسند؛ از سوی دیگر، نمی‌توان نادیده گرفت که استاد در این کار بدونِ هیچ گمانه‌زنیِ زیبایی‌شناختی و گمراه‌کننده، بلکه فقط با یک غریزهٔ کاملاً شخصی و ایده‌آل، که از همان قلمرو موسیقی جوانه زده است، هدایت شده است.
نظرات انتقادی موسیقی‌دانانی مانند لویی اشپور که از عدم جهت‌گیری اثر نسبت به فرم کلاسیک سمفونی (مانند آثار هایدن و موتسارت) انتقاد کرده بودند، به مرور کاسته شد؛ وی در تحلیلی گفته بود که: «با وجود بسیاری از زیبایی‌های فردی، یک کلِ کلاسیک را تشکیل نمی‌دهد. به‌ویژه، تم موومان اول فاقد آن منزلتی است که به نظر من ابتدای سمفونی باید داشته باشد».
روبرت شومان پس از مشاهدهٔ تأثیر سمفونی در یک کودک خردسال، نوشت: «این سمفونی در روح انسان ترس و وحشت ایجاد می‌کند». گوته که بعد از ملاقات قبلی‌اش با بتهوون، از او دلگیر بود، پس از شنیدن سمفونی (به گفتهٔ مندلسون که از دور وی را نظاره می‌کرد)، حال عجیبی داشت اما سعی می‌کرد خود را آرام نشان دهد. نیکلاس لواسر استاد کنسرواتوار پاریس که به دعوت برلیوز، راضی شده بود تا سمفونی پنجم را بشنود، پس از اجرا، آنقدر عصبانی شد که سالن کنسرت را ترک کرد و گفت «دیگر حاضر نیست حتی یک نت از موسیقی بتهوون بشنود».

## تاثیر
... هر قدر هم که آن را مکرر و زیاد بشنویم، باز در ما تأثیر عظیم و همیشگی خود را به وجود می‌آورد و مثل آن دسته از عناصر طبیعت است که هر چند هم زیاد تکرار می‌شوند، باز ما را به وحشت و تعجب می‌افکنند.

روبرت شومان
سمفونی شماره پنج با عناوینی چون: «اثری رمانتیک»، «درامِ سرنوشت»، «روایتی عینی و موسیقایی (شبیه به سمفونی نهم) از شکست و پیروزی»، «مبارزه ابدی انسان با سرنوشت» و «رنج و رستگاری»، تعبیر شده است. این تمثیل‌ها ناشی از ایده‌ای در فرهنگ بنیادین اروپایی است که به لاتین «از زمین ناهموار به ستاره‌ها» معنا شده است (در سمفونی پنجم از دو مینور تاریک به دو ماژور روشن). سمفونی شماره پنج به همراه سمفونی سوم و نهم تأثیر قابل توجهی در موسیقی قرن نوزدهم و بعد از آن گذاشتند.
این سمفونی خیلی زود موقعیت خود را به‌عنوان یک مرکز توجه در مجموعهٔ ارکسترال به‌دست آورد. در کنسرت‌های افتتاحیه فیلارمونیک نیویورک در ۷ دسامبر ۱۸۴۲، و «ارکستر سمفونیک ملی» (ایالات متحده) در ۲ نوامبر ۱۹۳۱، به اجرا درآمد. موومان اول (همان‌طور که توسط ارکستر فیلارمونیک اجرا شده بود) در صفحه طلایی وویجر به ثبت رسید، یک ضبط فونوگرافی که حاوی نمونه‌های گسترده‌ای از تصاویر، صداهای رایج، زبان‌ها و موسیقی زمین است، در سال ۱۹۷۷ با کاوشگر وویجر، به فضا فرستاده شد. سمفونی پنجم از نظر فنی و همچنین تأثیر عاطفی آن، تأثیر زیادی در آهنگسازان و منتقدان موسیقی داشته است و الهام بخش آهنگسازان بسیاری چون یوهانس برامس، پیوتر ایلیچ چایکوفسکی (به‌طور خاص سمفونی شماره ۴)، آنتون بروکنر، گوستاو مالر و هکتور برلیوز بوده است.
نازیسم، موسیقی بتهوون را نمایانگر دستاوردهای فکری آلمان می‌دانست که البته در سرتاسر جهان برجسته بودند؛ به ویژه «روح روزگار» و «بیداری مردم آلمان» (که در حال آماده‌شدن برای تسلط فرهنگی به‌عنوان «نژاد ژرمنی» بود)، در اینجا مورد توجه قرار گرفت. آرنولد شرینگ (موسیقی‌شناس، ۱۹۴۱–۱۸۷۷) سمفونی پنجم را به‌عنوان اثری از «قیام ملی» مورد تشویق قرار داده بود و آن را با تصویرِ «مبارزه برای هستیِ مردمی که به دنبال رهبر می‌گردند و سرانجام آن را می‌یابند» برابر می‌دانست. ظاهراً آثار بتهوون به‌طور ملموس این احساسات «قهرمانی»،  «فاوستی»، «بلند مرتبه» و «به یاد ماندنی» را منتقل کرده است.
از زمان جنگ جهانی دوم، گاه از آن به‌عنوان «سمفونی پیروزی» نیز یاد می‌شد. حرف (V) به‌طور اتفاقی همچنین در عددنویسی رومی برای شماره پنج و «نماد V» برای پیروزی به‌عنوان کمپین متفقین جنگ جهانی دوم معروف شد. این اتفاق هم که «سمفونی پنجم» بتهوون برای «سمفونی پیروزی» (یا برعکس) افتاد، تصادفی است. حدود سی سال پس از نگارش این قطعه، ریتم عبارت آغازین «dit-dit-dit-dah» برای حرف «V» در کد مورس استفاده شد، گرچه احتمالاً این نیز اتفاقی است. در طول جنگ جهانی دوم، بی‌بی‌سی سرآغاز پخش‌های خود را در اروپا با این چهار نت که با طبل‌ها اجرا شده بود، استفاده کرد.
سرانجام در قرن بیستم، سمفونی پنجم به یک اثر هنری مشهور و شناخته‌شده در جهان تبدیل شد. در دهه‌های ۱۹۶۰ و ۱۹۷۰، نویسندگانی مانند تئودور آدورنو بر ارتباط بین این اثر و تلاش‌های رهایی‌بخش طبقه متوسط که در حدود سال ۱۸۰۰ ظهور کرده بود، تأکید کردند. این چیزی است که او در کتاب جامعه‌شناسی موسیقی خود دربارهٔ آثار بتهوون می‌نویسد: «سمفونی‌های بتهوون به‌طور عینی، سخنرانی‌های مردمی برای بشریت بودند که با نشان‌دادن قانونِ زندگی‌شان، می‌خواستند آن‌ها را به بیداری ناخودآگاهشان نسبت به وحدتی که در وجودِ پراکنده‌شان پنهان است، آگاه کنند». استقبال و تأثیر از سمفونی پنجم در قرن بیستم و اوایل قرن بیست و یکم گسترده‌تر شد. چارلز آیوز در «سونات کنکورد» (۱۹۱۵)، آرنولد شونبرگ در «قصیدهٔ ناپلئون» (۱۹۴۲) و ولفگانگ فورتنر (آهنگساز آلمانی، ۱۹۸۷–۱۹۰۷) در «موومان‌هایی برای پیانو و ارکستر» (۱۹۵۳) از سمفونی پنج الهام گرفتند. همچنین تم آغازین سمفونی در بسیاری از آثار گروه‌های راک و پاپ استفاده شده است.

## نسخه‌های دستی و چاپی
متن‌های نت‌نویسی‌شدۀ سمفونی پنجم بر اساس پنج متن اصلی زیر است:
- نسخهٔ دست‌نویسی که توسط بتهوون نوشته شده بود و در اولین اجرا (مارس ۱۸۰۸) از آن استفاده شده است. این نسخه در کتابخانه دولتی برلین نگهداری می‌شود.
- یک نسخهٔ دست‌نویس دیگر که برای اولین اجرا نگاشته شده بود و تا حدودی تحت نظارت بتهوون قرار داشت، در اختیار «انجمن دوستان موسیقی در وین»[اف] است.
- نسخهٔ دست‌نویس ونزِل شِلمر[اق] (نت‌نویس) با تصحیحات بتهوون که به‌عنوان الگوی حکاکی موسیقی برای انتشارات برایتکپف و هرتل کار می‌کرد، در آرشیو ناشر قرار دارد.
- چاپ پارتیتور که در سال ۱۸۰۹ با شمارهٔ ۱۳۲۹ منتشر شد.
- چاپ پارتیتور که در سال ۱۸۲۶ با شمارهٔ ۴۳۰۲ منتشر شد.[اک]

پس از چاپ پارتیتور، نسخه‌ای چهاردستی برای پیانو در سال ۱۸۰۹ انتشار یافت و بعد از آن این اثر به‌طور فزاینده‌ای محبوب شد و هفتصد نسخه با استفاده از همان صفحات چاپی تا سال ۱۸۲۸ و ۳۵۰ نسخه دیگر تا سال ۱۸۶۲ چاپ شد. همچنین یک نسخهٔ ارزان قیمت و کوچکترِ پارتیتور، توسط «انتشارات داور» در سال ۱۹۸۹ چاپ شد؛ در این چاپ مجدد، از یک نسخه قدیمی استفاده شده بود. (براونشوایگ: هنری لیتولف، بدون تاریخ).

## نسخه‌های دوباره‌سازی‌شده و سایر کاربردها در فرهنگ عامه
سمفونی پنجم بارها در ژانرهای مختلف موسیقی دوباره‌سازی یا اقتباس شده است:
- فرانتس لیست تمامی سمفونی‌های بتهوون (از جمله شماره ۵) را به‌طور کامل برای پیانو تنظیم کرد.
- گروه الکتریک لایت ارکسترا یک نسخهٔ بازسازی از موتیف اصلی سمفونی و عناصری از موومان اول را همراه با یک آهنگ کلاسیکِ راک اند رول از چاک بری، ترکیب و ارایه داد.[۱۲۷]
- در موسیقی متنِ فیلم فانتازیا ۲۰۰۰، یک نسخهٔ سه‌دقیقه‌ای از موومان اول را به‌عنوان بخشی از سکانس آغازین، استفاده کردند.[۱۲۸]
- یک تک‌آهنگ به سبک دیسکو با عنوان «یک پنجم بتهوون» توسط والتر مورفی و «گروه بیگ اپل»[ام] ضبط شده است که از اولین موومان سمفونی شماره ۵، اقتباس شده است.[۱۲۹]
- تم اصلی سریال قاضی جودی (فصل نهم، ۲۰۰۴)، از موتیف سمفونی پنج اقتباس شده است.[۱۳۰]

## ضبط‌های سمفونی
تا سال ۲۰۱۱، ۱۵۰ ضبط از این اثر وجود داشت. بنابراین تنها چند ضبط شاخص را می‌توان به‌طور جداگانه ذکر کرد:
اولین ضبط توسط ارکستر فیلارمونیک برلین زیر نظر آرتور نیکیش در سال ۱۹۱۳ انجام شد؛ این اولین ضبط کامل از سمفونی توسط یک ارکستر سمفونیک معتبر و سرشناس بود. پیش از آن یک ضبط در سال ۱۹۱۰ توسط «ارکستر سمفونیک اودین» به رهبری فریدریخ کارک گزارش شده که ناشناخته (یا ناموجود) است و بنابر این ضبطِ فیلارمونیک برلین به‌عنوان اولین ضبط، دارای اعتبار است.
در دورۀ بعد، دو رویکرد تفسیری متفاوت را می‌توان دنبال کرد: از یک سو، تفسیری رمانتیک از بتهوون، به نمایندگی از رهبرانی مانند ویلهلم فورت‌ونگلر، اتو کلمپرر، برونو والتر و ویلم مینگلبرخ وجود دارد که سرعت‌ها در اجرا، پایدار و به‌طور قابل توجهی کندتر از آنچه توسط آهنگساز مشخص شده است (حداکثر تا ۴۰ دقیقه زمان پخش) هستند. رویکرد دیگر (برای اولین بار توسط آرتورو توسکانینی ارائه شد) از نشانه‌های مترونوم سریع (با تکرارهای تجویزشدهٔ ۳۳ دقیقه زمان کلِ اجرا) پیروی می‌کنند. ضبط‌های مهم دیگر توسط کارلوس کلایبر، رنه لیبوویتز، هربرت فون کارایان، لئونارد برنستاین، فرنس فریسی، جرج سل، رافائل کوبلیک و ایگور مارکویچ وجود دارد. همچنین اجرای تاریخی ضبط سمفونی‌های بتهوون بر روی سازهای اصلی آن دوران نیز انجام شد (مثلاً توسط راجر نورینگتون، فرانس بروگن و جان الیوت گاردینر). همچنین ضبط دقیق ریتمیک بر اساس متن اصلی زیر نظر دیوید زینمن نیز انجام شد. ضبط‌های قابل توجه دیگر، اجرای تنظیم‌های پیانویی لیست است که توسط نوازندگانی مانند کنستانتین شرباکوف، سیپرین کاتساریس، گلن گولد، پل بادوا-اسکودا و ایدیل بیرت ضبط شده است.
| I   | پارت ۱ | پارت ۲                                         | پارت ۲                                         |
| II  | پارت ۱ | پارت ۲                                         | پارت ۳                                         |
| III | پارت ۱ | پارت ۲ (قسمت پایانی) و پارت ۱، از موومان چهارم | پارت ۲ (قسمت پایانی) و پارت ۱، از موومان چهارم |
| IV  | پارت ۲ | پارت ۳                                         | پارت ۳                                         |

## پی‌نوشت‌ها

### یادداشت
1. ↑  اوون ژاندر (Owen Jander) مورخ موسیقی، نمادگرایی این پرتره و سمفونی شماره ۵ را مورد بحث قرار داده است و این فرضیه را مطرح می‌کند که طراحی پرتره، اعلام عمومی و در عین حال پنهانی از ناشنوایی رو به رشد آهنگساز به‌عنوان وسیله‌ای برای یادگیری زبان اشارۀ ناشنوایی است. او اشاره می‌کند که پرتره را می‌توان خودنگاری در نظر گرفت که در زمان مهمی از زندگی یک فرد سفارش داده شده است (همان‌طور که در قرن ۱۸ و ۱۹ معمول بود) و در آن جزئیات پرتره توسط سوژه ترسیم شده است؛ حرکات متضاد بین بازوی دست راست (نشان دادنِ عدد ۵) و چپ، نمادی برای ایجاد حساسیت در بیننده، جهت جلب توجه از این تفسیر است.[۱]
2. ↑  Joseph Willibrord Mähler
3. ↑  در حقیقت، اواخر سال ۱۸۰۷، تصنیف سمفونی به پایان رسیده بود اما اجرای آن یک سال بعد انجام گرفت.[۲]
4. ↑  Pasqualati House
5. ↑  Jérôme Bonaparte
6. ↑  بتهوون که در حد فاصل موسیقی سبک کلاسیک و رومانتیک زندگی می‌کرد، با آنکه تحت تأثیر موسیقی مطلق بود، اما در عین حال روشی را دنبال می‌کرد که بدون تفسیر هم نباشد.[۱۱]
7. ↑  Franz Joseph von Lobkowitz
8. ↑  Andrey Razumovsky
9. ↑  Franz von Oppersdorff
10. ↑  Theater an der Wien
11. ↑  Ah! perfido
12. ↑  Gloria
13. ↑  Sanctus
14. ↑  Benedictus
15. ↑  در اوایل دورهٔ کلاسیک (زمانِ هایدن)، در پنج گروه سازهای زهی، مجموعاً حدود ۳۰ تا ۳۵ نوازنده شرکت داشتند که در دورهٔ رومانتیک به ۶۰ تا ۶۵ نوازنده افزایش یافت.[۲۰]
16. ↑  فردیناند ریس می‌گوید: «اشتباه نوازندهٔ کلارینت در این کنسرت به علت حجم کم ارکستر، طبیعتاً در اجرا بسیار آزاردهنده بود و این امر خشم بتهوون را برانگیخت و با صدای بلند و با شدیدترین لحن به نوازندگان توهین کرد.» ریس می‌افزاید بتهوون بالاخره فریاد زد: «از اول». «در هر حال قطعه مجدداً به خوبی به پایان رسید اما نوازندگان که به خاطر اهانت بتهوون به شدت آزرده بودند، قسم خوردند که دیگر در هر کنسرتی که بتهوون حضور دارد، نوازندگی نکنند.»[۲۴]
17. ↑  Skidmore College Orchestra
18. ↑  Davis High School Symphony Orchestra
19. ↑  Michael Steinberg
20. ↑  Charles Rosen
21. ↑  Eliza
22. ↑  Schicksals-Sinfonie
23. ↑  Schicksals-Motiv
24. ↑  Mechthild Fuchs
25. ↑  Harry Goldschmidt
26. ↑  Antony Hopkins
27. ↑  Prater
28. ↑  Omnibus
29. ↑  Elizabeth Schwarm Glesner
30. ↑  تا پیش از تصنیف سمفونی (۱۸۰۷)، فرم سمفونی دارای چهار موومان جداگانه و در موضوع، بی‌ارتباط با هم بودند؛ ابتکار بتهوون که توانست چهار موومان سمفونی پنجم را با یک کیفیت واحد و پیوسته ارایه کند، اهمیتی تاریخی یافت.[۷۱]
31. ↑  Doug Briscoe
32. ↑  Peter Gutmann
33. ↑  Richard Bratby
34. ↑  Donald Tovey
35. ↑  Folia
36. ↑  فولیا در دورهٔ کلاسیک به دو روش استفاده می‌شد؛ یکی «فولیای اولیه» که موضوع خاصی داشت و دارای توالی آکورد نبود و دیگری «فولیای متأخر» که بداهه روی «توالی آکورد» بود.[۸۲]
37. ↑  Reed J. Hoyt
38. ↑  College Music Symposium 21
39. ↑  Joachim Nicolas Eggert
40. ↑  Gustav Nottebohm
41. ↑  Peter Gülke
42. ↑  Jonathan Del Mar
43. ↑  Bärenreiter
44. ↑  New Philharmonia Orchestra
45. ↑  Tonhalle Orchester Zürich
46. ↑  David Zinman
47. ↑  Caroline Brown
48. ↑  Allgemeine musikalische Zeitung
49. ↑  Beethoven's Instrumental Music
50. ↑  Nicolas Levasseur
51. ↑  through the rough to the stars
52. ↑  National Symphony Orchestra
53. ↑  Arnold Schering
54. ↑  Wolfgang Fortner
55. ↑  Gesellschaft der Musikfreunde in Wien
56. ↑  Wenzel Schlemmer
57. ↑  بتهوون در ۱۰ اوت ۱۸۱۰ طی نامه‌ای به انتشارات برایتکپف و هرتل از حذف‌نشدن دو میزان از موومان سوم در چاپ پارتیتور که خودش درخواست کرده بود، به شدت عصبانی بود و خواستار اصلاح در چاپ بعدی شده بود؛ اما باز هم در نسخهٔ ۱۸۲۶ به دلایلی که مشخص نیست، آن دو میزان حذف نشدند.[۱۲۴]
58. ↑  Dover Publications
59. ↑  Henry Litolff
60. ↑  Big Apple Band
61. ↑  Odeon Symphony Orchestra
62. ↑  Friedrich Kark
63. ↑  René Leibowitz
64. ↑  Ferenc Fricsay
65. ↑  Roger Norrington
66. ↑  Frans Brüggen
67. ↑  David Zinman
68. ↑  Konstantin Scherbakov
69. ↑  Cyprien Katsaris
70. ↑  Paul Badura-Skoda

#### فارسی
- لودویگ، امیل (۱۳۶۵). بتهوون. ترجمهٔ مهدی فروغ. تهران: انتشارات نیما.
- رولان، رومن (۱۳۵۸). زندگانی بتهوون. ترجمهٔ محمود تفضلی. انتشارات امیرکبیر.
- حسنی، سعدی (۱۳۶۳). تفسیر موسیقی. ج. ۱ و ۲. تهران: انتشارات صفی‌علیشاه.
- بتهوون، لودویک فان (۱۳۶۳). پارتیتور سمفونی شماره پنج. تهران: انتشارات چنگ.
- ل-وینک، ریچارد (۱۳۶۶). چگونه خوب بشنویم. ج. چاپ اول. ترجمهٔ پرویز منصوری. تهران: کتاب زمان.

#### انگلیسی
- Cooper, Barry (2008). Beethoven. Oxford University Press.
- Thayer, Alexander Wheelock (1991).  Elliot Forbes (ed.). Thayer's Life of Beethoven, Volume 1. Princeton University Press.
- Brown, Clive (1988). "The Orchestra in Beethoven's Vienna". Early Music (journal). 16 (1): 4–20. doi:10.1093/earlyj/xvi.1.4.
- Jander, Owen (2000), "'Let Your Deafness No Longer Be a Secret—Even in Art': Self-Portraiture and the Third Movement of the C-Minor Symphony", Beethoven Forum, 8 (1): 25–70

#### مطالعه بیشتر
- Harry Goldschmidt: Beethoven. Werkeinführungen. Reclam, Leipzig 1975.
- Karl Nef: Die neun Sinfonien Beethovens. Breitkopf & Härtel, Leipzig 1928.
- Peter Gülke: Zur Neuausgabe der Sinfonie Nr. 5 von Ludwig van Beethoven. Peters, Leipzig 1978.
- Eliot Forbes: Beethoven. Symphony No. 5 in C minor. Norton, New York 1971, ISBN 0-393-09893-1.
- Wulf Konold]: Ludwig van Beethoven. 5. Symphonie. Schott, Mainz 1979, 1989, ISBN 3-7957-8101-9.
- Lewis Lockwood: Beethoven – seine Musik, sein Leben. Bärenreiter, Kassel 2009, ISBN 978-3-476-02231-8.
- Dieter Rexroth: Beethovens Symphonien. Ein musikalischer Werkführer. Beck, München 2005, ISBN 3-406-44809-7.
- Carse, Adam (July 1948). "The Sources of Beethoven's Fifth Symphony." Music & Letters, vol. 29, no. 3, pp. 249–262.
- Peter Schnaus:  E. T. A. Hoffmann als Beethoven-Rezensent der Allgemeinen Musikalischen Zeitung. Musikverlag Katzbichler, München 1977.
- Rainer Cadenbach(Hrsg.): Ludwig van Beethoven. Symphonie Nr. 5 c-Moll op. 67. Faksimile. Laaber-Verlag, Laaber 2002, ISBN 3-89007-408-1.
- Renate Ulm(Hrsg.): Die 9 Sinfonien Beethovens. Entstehung, Deutung, Wirkung. 6. Auflage. Bärenreiter, Kassel u. a. 2009, ISBN 978-3-7618-1241-9.
- Guerrieri, Matthew (2012). The First Four Notes: Beethoven's Fifth and the Human Imagination. New York: Alfred A. Knopf. ISBN 9780307593283.
- Max Chop: Ludwig van Beethovens Symphonien (Nr. 4–6), geschichtlich und musikalisch analysiert, mit zahlreichen Notenbeispielen von Max Chop. Reclam, Leipzig 1910.
- Heinrich Schenker: Beethoven. V. Sinfonie. Darstellung des musikalischen Inhaltes nach der Handschrift unter fortlaufender Berücksichtigung des Vortrages und der Literatur. Tonwille-Verlag, Wien 1925.
- Mechtild Fuchs: „So pocht das Schicksal an die Pforte“. Untersuchungen und Vorschläge zur Rezeption sinfonischer Musik des 19. Jahrhunderts. Katzbichler, München/Salzburg 1986, ISBN 3-87397-088-0.
- Knapp, Raymond (Summer 2000). "A Tale of Two Symphonies: Converging Narratives of Divine Reconciliation in Beethoven's Fifth and Sixth." Journal of the American Musicological Society, vol. 53, no. 2, pp. 291–343.
- Erwin Ratz: Einführung in die musikalische Formenlehre. Über Formprinzipien in den Inventionen J. S. Bachs und ihre Bedeutung für die Kompositionstechnik Beethovens. Universal Edition, Wien 1973, ISBN 3-7024-0015-X.

### پارتیتور
- پارتیتور کامل سمفونی شماره پنج، از «دانشگاه ایندیانا»
- «پروژۀ موتوپیا»، شامل انتقال پارتیتور به ساز پیانو، از سمفونی پنجم
- سمفونی شماره ۵: نُت‌نوشت‌ها در پروژه بین‌المللی کتابخانه نت‌های موسیقی (IMSLP)
- صفحۀ نت‌های موسیقی با مالکیت عمومی در دو نوع چاپی و اسکن در «Cantorion.org»